# Heliofyty
Heliofyty (neboli světlomilné či světlobytné rostliny) jsou rostliny nesnášející zastínění. Jedná se o druhy otevřených stanovišť a rostliny rostoucí při vodní hladině a na ní. Patří sem např. břízy (Betula sp.), duby, borovice, mateřídoušky, šalvěje či různé skalní či slaništní sukulenty, jako rody rozchodník (Sedum) či slanobýl (Salsola). Jejich znakem jsou tenké, světle zelené a lesklé listy, u mnohých také xerofilní adaptace. Patří sem i některé efeméry nebo byliny středoevropských listnatých lesů, které kvetou brzy na jaře, když ještě nejsou stromy olistěny, a tak využívají příznivých světelných podmínek.